# Duello nel Mar Ionio
Duello nel Mar Ionio è l'ottavo romanzo della saga di Jack Aubrey e Stephen Maturin, eroi fittizi, anche se Aubrey è ispirato alle imprese di Lord Cochrane, e protagonisti del film Master and Commander - Sfida ai confini del mare, con Russell Crowe.
In effetti il film è un sunto di episodi tratti dai vari romanzi della serie, innestati su una avventura particolare (Ai confini del mare).

## Trama
A Jack Aubrey viene affidata una vecchia carcassa, la Worcester, da portare nel Mediterraneo al blocco di Tolone. Questo vascello da 74 cannoni fa parte di una serie detta "dei quaranta ladroni" per i "rigorosi" criteri costruttivi seguiti, tanto che più di uno tra essi è affondato con tutto l'equipaggio, ma Jack ne accetta il comando con gioia pur di sfuggire alla monotonia della terraferma ed ai guai, anche giudiziari, che degli investimenti avventati gli hanno procurato.
Stephen Maturin, con il suo doppio incarico di medico di bordo e membro del servizio informazioni, è a bordo, e con loro il dottor Graham, uno scozzese colto ma totalmente privo del senso dell'umorismo e racchiuso nel suo compito di agente segreto. Sarà però Stephen a toglierlo dai guai sulla costa francese durante una missione segreta.
Ma il blocco di Tolone, con i vascelli di linea destinati a pattugliare incessantemente al largo mentre le fregate si avventurano sotto costa, non è meno monotono. Per fortuna la flotta francese tenta una sortita e, durante l'infruttuoso inseguimento, la Worcester subisce un danno irreparabile e deve dirigere a Malta, per il disarmo. Qui a Jack viene offerto il comando della HMS Surprise, una fregata da 28 cannoni che ha fatto già parte delle sue avventure e che ha perduto il suo comandante nel tentativo di intercettare un vascello francese.
Quindi, i nuovi ordini di missione richiedono che la Surprise si rechi nelle Isole Ionie per appoggiare le aspirazioni di indipendenza di alcuni staterelli costieri facendole coniugare con la lotta a Napoleone. Graham viene assegnato alla stessa missione come consigliere esperto dell'Impero ottomano, che domina la regione.
Ma l'istinto porterà Jack a schierarsi con i cittadini di Kutali, una cittadina multi-etnica minacciata da Mustafà Bey, comandante della marina turca in quelle acque, e a promettere loro cannoni e denaro in cambio di un aiuto per conquistare la città di Marga, in mano ai francesi.
Mustafà Bey però sequestra le navi con i cannoni ribellandosi nel contempo all'autorità della Sublime porta e Jack, con la sua fregata, affronta due navi, la Torgud da 30 cannoni e la Kitabi da 20, costringendole alla resa, mentre Mustafà Bey muore per le ferite riportate dopo la resa.

## Riferimenti
Il generale Donzelot, citato nel libro, è stato comandante militare dell'isola di Corfù in quel periodo, prima che le Sette Isole passassero sotto l'amministrazione britannica; in suo onore è dedicata una delle strade più belle del centro storico di Kerkira, vicino alla Spianada e all'antico forte veneziano.

## Curiosità
- Le città di Marga e Kutali non esistono nella realtà; in effetti, nel tratto di costa tra Missolungi e la frontiera albanese, non si individua un promontorio come quello descritto da O'Brian. Kutali (o Kutalli) è un paese albanese dell'interno.
- Neanche la HMS Worcester è esistita nella storia della Royal Navy prima del 1843, anno in cui una fregata da 50 cannoni viene usata come nave scuola.

## Edizioni
- Patrick O'Brian, Duello nel Mar Ionio, traduzione di Paola Merla, Longanesi, 2000,  p. 384, ISBN 88-304-1808-0.